# ACアジャクシオ
ACアジャクシオ（Athletic Club Ajaccio (コルシカ語: Athletic Club Aiacciu)）は、フランス・コルス地方公共団体・アジャクシオに本拠地とするサッカークラブ。2024-25シーズンはリーグ・ドゥに所属する。

## 歴史
1910年にアジャクシオ初のメジャークラブとして創設。同年4月にはSCバスティアと初めてサッカーで競い合った。当時はまだフランスサッカー連盟も存在していなかったためこの試合は公式戦として扱われない一方で、2~3,000人もの観客が集まり会場は和やかな雰囲気で行われた。また、USCコルテとの試合が開催された際には"盛大なパーティー"として開催され、地元出身の政治家で国民教育大臣や経済・財務大臣を歴任したフランソワ＝グザヴィエ・オルトリは当時の様子を次のように振り返っている。
試合が行われたディアマン広場は美しかった。まるで本当のパーティーだった。7月14日の試合の時にはスタンドにはブラスバンドがあって、試合中に演奏していて素晴らしかったよ！みんな仮装して試合を見に来たんだ。オープンカーで来てそのまま座って観戦する人もいた。わざわざ椅子を持ってきた人もいた。男も女も子供もたくさんの人が来ていてとてもきれいだった...。—フランソワ＝グザヴィエ・オルトリ
1919年からはクラブのエンブレムにクマが登場し始めた。アジャクシオとクマが結びつけられたのはイギリス海軍部隊と親善試合をした際に由来する。1914年にアジャクシオの選手全員が第一次世界大戦に出兵し、そのほとんどが戦死した。生還した数少ない選手のうちの1人であるLouis Paoliniも片目を失い身体も不自由な状態で帰島したが、壊滅的なチームを再建することを試みた。終戦から数ヶ月後の1919年、アジャクシオ港にイギリス海軍の軍艦が来航した。その際にいた乗船員がコルシカ島にサッカーの親善試合を提案し、Paoliniを中心に再建中だったアジャクシオが代表して試合に臨んだ。この試合は1-3で敗れたがアジャクシオで唯一のゴールを決めたのがMartin Barettiという選手だった。ゴールネットを揺らすとスタジアムは「Martin! Martin!」と彼を称える声援で埋め尽くされた。そして彼はクマのような立派な体毛を持っていたためL'Ours（クマ）の愛称で呼ばれ、観客は彼がボールに触れる度に「Allez l'Ours! (頑張れクマ！)」と叫んだ。戦後の壊滅的な状況での彼の姿は印象的であり、数週間後にはユニフォームにクマが描かれるほどすぐにクラブのシンボルになった。
クラブの名称は本拠地のアジャクシオから取られているが、アジャクシオという都市名はギリシャ神話の英雄であるアイアスに由来している（エールディビジのアヤックス・アムステルダムと同じである）。1965年にプロチーム化された。コルシカ島に存在する3大クラブの1つで、SCバスティア、ガゼレク・アジャクシオとはライバル関係にある。
1967年、コルシカのクラブで初めてディビジョン1に参加した。
リーグ・アンではなかなか成績を残せず、中位もしくは下部リーグであるリーグ・ドゥを行き来するシーズンが続いている。2010-11シーズンにリーグ・ドゥで2位となり、5年ぶりにリーグ・アンに復帰するが、2013-14シーズンのリーグ・アンで20位となり、リーグ・ドゥに降格。
2021-22シーズンにリーグ・ドゥで2位となりリーグ・アン昇格を果たすも、2022-23シーズンのリーグ戦は苦戦し1年で2部降格となった。
2024年夏は7年間チームのディフェンスリーダーを担ったセドリック・アヴィネルと2014年から10年間チームを率いてきたオリヴィエ・パンタローニ監督が退任。さらに、2024-25シーズンに向けては、クラブ財政問題により一時的にナシオナルへの降格が決定されたが、その後の予算審問でこれが撤回されて再びリーグ・ドゥで戦うことが決まった。

## タイトル

### 国内タイトル
- リーグ・ドゥ (ディヴィジオン・ドゥ)2回

1966-67, 2001-02

### 国際タイトル
なし

## 過去の成績
| シーズン | リーグ戦             | リーグ戦 | リーグ戦 | リーグ戦 | リーグ戦 | リーグ戦 | リーグ戦 | リーグ戦 | リーグ戦 | カップ戦       | カップ戦     |
| シーズン | ディビジョン         | 試       | 勝       | 分       | 敗       | 得       | 失       | 点       | 順位     | フランスカップ | リーグカップ |
| -------- | -------------------- | -------- | -------- | -------- | -------- | -------- | -------- | -------- | -------- | -------------- | ------------ |
| 1998-99  | ディヴィジオン・ドゥ | 38       | 13       | 12       | 13       | 49       | 56       | 51       | 9位      | 7回戦敗退      | 1回戦敗退    |
| 1999-00  | ディヴィジオン・ドゥ | 38       | 15       | 8        | 15       | 37       | 41       | 53       | 7位      | 8回戦敗退      | 1回戦敗退    |
| 2000-01  | ディヴィジオン・ドゥ | 38       | 12       | 10       | 16       | 32       | 40       | 46       | 12位     | ベスト64       | ベスト32     |
| 2001-02  | ディヴィジオン・ドゥ | 38       | 20       | 12       | 6        | 47       | 25       | 72       | 1位      | ベスト32       | 1回戦敗退    |
| 2002-03  | リーグ・アン         | 38       | 9        | 12       | 17       | 29       | 49       | 39       | 17位     | ベスト32       | ベスト32     |
| 2003-04  | リーグ・アン         | 38       | 10       | 10       | 18       | 33       | 55       | 40       | 15位     | ベスト64       | ベスト32     |
| 2004-05  | リーグ・アン         | 38       | 10       | 15       | 13       | 36       | 40       | 45       | 14位     | ベスト32       | ベスト32     |
| 2005-06  | リーグ・アン         | 38       | 8        | 9        | 21       | 27       | 53       | 33       | 18位     | ベスト32       | 準々決勝敗退 |
| 2006-07  | リーグ・ドゥ         | 38       | 12       | 11       | 15       | 44       | 50       | 47       | 12位     | 8回戦敗退      | 2回戦敗退    |
| 2007-08  | リーグ・ドゥ         | 38       | 14       | 12       | 12       | 37       | 41       | 54       | 9位      | 8回戦敗退      | 2回戦敗退    |
| 2008-09  | リーグ・ドゥ         | 38       | 11       | 11       | 16       | 44       | 56       | 44       | 16位     | ベスト16       | 2回戦敗退    |
| 2009-10  | リーグ・ドゥ         | 38       | 13       | 9        | 16       | 41       | 42       | 48       | 13位     | ベスト32       | 2回戦敗退    |
| 2010-11  | リーグ・ドゥ         | 38       | 17       | 13       | 8        | 45       | 37       | 64       | 2位      | 8回戦敗退      | ベスト16     |
| 2011-12  | リーグ・アン         | 38       | 9        | 14       | 15       | 40       | 61       | 41       | 16位     | ベスト32       | ベスト32     |
| 2012-13  | リーグ・アン         | 38       | 9        | 15       | 14       | 39       | 51       | 40       | 17位     | ベスト64       | 3回戦敗退    |
| 2013-14  | リーグ・アン         | 38       | 4        | 11       | 23       | 37       | 72       | 23       | 20位     | ベスト32       | 3回戦敗退    |
| 2014-15  | リーグ・ドゥ         | 38       | 9        | 14       | 15       | 32       | 42       | 41       | 17位     | ベスト64       | ベスト16     |
| 2015-16  | リーグ・ドゥ         | 38       | 9        | 15       | 14       | 34       | 42       | 42       | 17位     | ベスト32       | 2回戦敗退    |
| 2016-17  | リーグ・ドゥ         | 38       | 13       | 9        | 16       | 47       | 58       | 48       | 11位     | ベスト64       | 1回戦敗退    |
| 2017-18  | リーグ・ドゥ         | 38       | 20       | 8        | 10       | 62       | 43       | 68       | 3位      | ベスト64       | 1回戦敗退    |
| 2018-19  | リーグ・ドゥ         | 38       | 9        | 13       | 16       | 29       | 45       | 40       | 17位     | 7回戦敗退      | 2回戦敗退    |
| 2019-20  | リーグ・ドゥ         | 28       | 15       | 7        | 6        | 38       | 22       | 52       | 3位      | 7回戦敗退      | 2回戦敗退    |
| 2020-21  | リーグ・ドゥ         | 38       | 11       | 13       | 14       | 34       | 43       | 46       | 13位     | ベスト64       | 大会廃止     |
| 2021-22  | リーグ・ドゥ         | 38       | 22       | 9        | 7        | 39       | 19       | 75       | 2位      | 1回戦敗退      | 大会廃止     |
| 2022-23  | リーグ・アン         | 38       | 7        | 5        | 26       | 23       | 74       | 26       | 18位     | ベスト32       | 大会廃止     |
| 2023-24  | リーグ・ドゥ         | 38       | 12       | 10       | 16       | 35       | 46       | 46       | 15位     | 8回戦敗退      | 大会廃止     |
| 2024-25  | リーグ・ドゥ         | 34       |          |          |          |          |          |          | 位       | 7回戦敗退      | 大会廃止     |

## 現所属メンバー
2024年7月29日現在
注：選手の国籍表記はFIFAの定めた代表資格ルールに基づく。
| No. | Pos. |                  | 選手名                         |
| --- | ---- | ---------------- | ------------------------------ |
| 1   | GK   | フランス         | マテュー・ミシェル             |
| 3   | DF   | フランス         | ステフェン・ケンペール         |
| 4   | MF   | フランス         | ミカエル・バレット             |
| 5   | DF   | フランス         | クレマン・ビダル               |
| 6   | MF   | フランス         | トーマス・マンガニ             |
| 9   | FW   | チュニジア       | ヨアン・トゥズガル             |
| 10  | MF   | フランス         | ヴァレンティン・ジェイコブ     |
| 11  | FW   | コートジボワール | ベン・ハメド・トゥーレ         |
| 16  | GK   | フランス         | フランソワ＝ジョゼフ・ソラカロ |
| 17  | FW   | フランス         | Everson Junior                 |
| 18  | FW   | コンゴ共和国     | クリストファー・イバィ         |
| 19  | MF   | オーストラリア   | アル・ハッサン・トゥーレ       |

| No. | Pos. |              | 選手名                           |
| --- | ---- | ------------ | -------------------------------- |
| 20  | MF   | コモロ       | モハメド・ユスフ                 |
| 22  | FW   | フランス     | ムサ・ソウマノ                   |
| 23  | DF   | ルーマニア   | トニー・ストラータ               |
| 25  | MF   | フランス     | ジュリアン・アンツィアーニ       |
| 26  | MF   | フランス     | ティム・ジャボル＝フォルカレッリ |
| 27  | DF   | フランス     | ティボル・カンパニーニ           |
| 30  | GK   | フランス     | グジュヴァンニ・キリキーニ       |
| 31  | DF   | フランス     | Jésah Ayessa                     |
| 37  | MF   | アルジェリア | メフディ・プヒ＝エランツ         |
| 38  | MF   | アルジェリア | イヴァン・シェグラ               |
| 99  | FW   | フランス     | ベンジャミン・サンテッリ         |

監督
- マチュー・シャベール（英語版）

## 歴代監督
- ジャン・ピエトリ 不明-1955
- フェリックス・ピロンティ 1955-1957
- ミシェル・ブルセー 1957-1958
- ジャン・ルーネ 1958-1959
- ジャン＝ピエール・ナイエル 1959-1963
- アブデラマネ・アズーズ 1963-1964
- エルンスト・ストヤスパル 1964-1965
- アルベルト・ムーロ 1965-1970
- ルイ・ホン 1970-1971
- アントイーヌ・キュイサール 1971-1972
- アンドレ・モーリ 1972-1973
- ルイ・ホン 1973-1974
- ルル・アコルシ 1974-1975
- アラン・ミストル 1975-1976
- フランソワ・パオリ 1976-1978
- モハメド・アズーズ 1978-1979
- バプティステ・ジェンティーリ 1992-2001
- ローラン・クルビス 2001-2003
- ドミニク・ビジョタ 2003-2004
- オリヴィエ・パンタローニ 2004
- ローラン・クルビス 2004-2006
- ジョゼ・パスクアレッティ 2006-2006
- ルート・クロル 2006-2007
- ジェルノ・ロール 2007-2008
- ジョゼ・パスクアレッティ 2008-2009
- オリヴィエ・パンタローニ 2009-2012
- アレックス・デュポン 2012
- アルベール・エモン 2012-2013
- ファブリッツィオ・ラバネッリ 2013
- クリスティアン・ブラッコーニ 2013-2014
- ティエリ・デベス 2014
- オリヴィエ・パンタローニ 2014-2024
- マチュー・シャベール（英語版） 2024-

## 歴代所属選手
GK
- ドミニク・バラテリ 1967-1971
- トニー・シルヴァ 2000-2001
- ステファン・ポラト 2004-2006
- ギジェルモ・オチョア 2011-2014

DF
- マリウス・トレゾール 1969-1972
- セバスティアン・スキラシ 2000-2002
- ワリド・レグラギ 2001-2004
- シャビエル・コリン 2002-2008
- カール・メジャニ 2007-2013
- サムエル・ブウール 2011-2013
- セドリック・アヴィネル（英語版） 2017-2024

MF
- ジャメル・アブドゥン 2003-2007
- マルセリーニョ・カリオカ 2004-2005
- マルティン・コラー 2006-2007
- マテュー・クタドゥール 2017-
- 澤井直人 2018-2019

FW
- ダド・プルショ 1997-1999
- スティーヴ・サヴィダン 2000-2001
- ベルナール・ディオメド 2003-2004
- ジャン＝ジャック・マンダリシ 2005-2009
- アドリアン・ムトゥ 2012-2014

## 記録
| 名前                   | 試合 | 在籍年    |
| ---------------------- | ---- | --------- |
| ジョアン・カヴァッリ   | 285  | 2010-2020 |
| マルシャル・ロビン     | 217  | 1999-2006 |
| シャビエル・コリン     | 213  | 2002-2008 |
| バンジャマン・アンドレ | 202  | 2008-2014 |
| カール・メジャニ       | 199  | 2007-2013 |